# Revoir Julie
Pour plus de détails, voir Fiche technique et Distribution.
Revoir Julie (Julie and Me) est un film québécois de Jeanne Crépeau sorti en 1998.

## Synopsis
Juliet est une jeune femme d’environ trente ans. Sur sa liste des choses à faire, il ne reste plus que « Revoir Julie ». Elle part à la campagne à la rencontre de Julie, perdue de vue depuis 15 ans. Julie et Juliet retrouvent très vite leur ancienne complicité. Petit à petit, elles en viennent à évoquer leurs souvenirs et tentent d’apprivoiser leurs émotions présentes.

## Fiche technique
- Réalisation : Jeanne Crépeau
- Scénario : Jeanne Crépeau
- Images : Michel Lamothe
- Montage : Myriam Poirier
- Son : Martyne Morin
- Costumes : Josée Boisvert
- Décors : Terry Lalos
- Musique originale : Karen Young
- Pays :  Canada
- Durée : 92 minutes (1 h 32)

## Distribution
- Dominique Leduc : Julie
- Stéphanie Morgenstern : Juliet
- Mariève Deslongchamps : Julie adolescente
- Marie-Pierre Côté : Juliet adolescente
- Jacques Higelin : lui-même
- Marcel Sabourin : Monsieur Provencher
- Muriel Dutil : mère de Juliet
- Lucille Bélair : tante
- Marianne Paradis : voix de Julie enfant
- ? : voix de la mère de Julie
- Jean Deschamps : voix reportage fleurs
- Myra Cree : voix reportage géologie
- Stéphane Lépine : voix reportage sirop d'érable
- 9 figurants originaires de Barnston-Ouest : habitants du village dans un faux vox-pop au sujet de Julie